# New Zealand Skeptics
New Zealand Skeptics è un'associazione scettica neozelandese che dispone di una rete di persone neozelandesi comprendente illusionisti, insegnanti, scienziati, operatori sanitari e molti altri da tutti i ceti sociali. I membri hanno una varietà di visioni del mondo, ma sono tutti interessati all'esame obiettivo dei fatti e dei dati scientifici: non danno credito a cose come la capacità psichiche, le pratiche di medicina alternativa, creazionismo ed altre pratiche psudoscientifiche

## Storia
NZS è stata fondata da David Marks, Denis Dutton e altri nel 1986. Altre organizzazioni simili esistono negli Stati Uniti (Committee for Skeptical Inquiry), Australia (Australian Skeptics) e India (Indian CSICOP). Vicki Hyde è l'attuale presidente.
Bob Brockie, vignettista, giornalista e scienziato ne è membro.

## Attività
Ogni anno l'NZS assegna i premi Bravo Awards,  per il pensiero critico in ambito pubblico",  e il  Bent Spoon Award,  per la segnalazione dei più creduloni o ingenui nell'area del paranormale o della pseudoscienza.
Il 30 gennaio 2010, i membri di Christchurch hanno partecipato in massa ad una protesta contro la vendita di rimedi omeopatici in farmacia. La protesta era in accordo con attività simili svoltesi nello stesso giorno per conto della ricorrenza del 10:23 campaign nel Regno Unito.